# (1294) Antwerpia
(1294) Antwerpia es un asteroide perteneciente al cinturón de asteroides descubierto por Eugène Joseph Delporte el 24 de octubre de 1933 desde el Real Observatorio de Bélgica, Uccle.

## Designación y nombre
Antwerpia recibió inicialmente la designación de 1933 UB1.
Posteriormente se nombró por la ciudad belga de Amberes.

## Características orbitales
Antwerpia está situado a una distancia media de 2,685 ua del Sol, pudiendo acercarse hasta 2,056 ua. Su inclinación orbital es 8,728° y la excentricidad 0,2343. Emplea en completar una órbita alrededor del Sol 1607 días.